# Kharkiv International 2019
Die Kharkiv International 2019 im Badminton fanden vom 4. bis zum 8. September 2019 in Charkiw statt.

## Sieger und Platzierte
| Disziplin    | Gold                                   | Silber                        | Bronze                          |
| ------------ | -------------------------------------- | ----------------------------- | ------------------------------- |
| Herreneinzel | Mark Caljouw                           | Ade Resky Dwicahyo            | Nhat Nguyen                     |
| Herreneinzel | Mark Caljouw                           | Ade Resky Dwicahyo            | Toby Penty                      |
| Dameneinzel  | Qi Xuefei                              | Neslihan Yiğit                | Özge Bayrak                     |
| Dameneinzel  | Qi Xuefei                              | Neslihan Yiğit                | Brittney Tam                    |
| Herrendoppel | Ben Lane Sean Vendy                    | Marcus Ellis Chris Langridge  | Jason Ho-Shue Nyl Yakura        |
| Herrendoppel | Ben Lane Sean Vendy                    | Marcus Ellis Chris Langridge  | Callum Hemming Gregory Mairs    |
| Damendoppel  | Chloe Birch Lauren Smith               | Rachel Honderich Kristen Tsai | Bengisu Erçetin Nazlıcan Inci   |
| Damendoppel  | Chloe Birch Lauren Smith               | Rachel Honderich Kristen Tsai | Jenny Moore Victoria Williams   |
| Mixed        | Paweł Śmiłowski Magdalena Świerczyńska | Fabien Delrue Vimala Hériau   | Ben Lane Jessica Pugh           |
| Mixed        | Paweł Śmiłowski Magdalena Świerczyńska | Fabien Delrue Vimala Hériau   | Gregory Mairs Victoria Williams |